# Sœurs de Saint Joseph de Sault-Sainte-Marie
Les sœurs de Saint Joseph de Sault-Sainte-Marie sont une congrégation religieuse féminine enseignante et hospitalière de droit pontifical. Elles font partie de la fédération des sœurs de Saint Joseph du Canada,.

## Histoire
La congrégation est liée à la fondation faite au Puy-en-Velay en 1650 par le jésuite Jean-Pierre Médaille.
En 1881, quelques sœurs de Saint Joseph de Peterborough fondent une maison à Sault-Sainte-Marie en Ontario (La congrégation de Peterborough fusionne en 2013 avec trois autres instituts de sœurs de Saint Joseph fondées en Ontario pour donner les sœurs de Saint Joseph du Canada). 
Ralph Hubert Dignan, évêque du diocèse de Sault Sainte Marie, avec l'assentiment du Saint-Siège, réunit les neuf maisons de sœurs de Saint-Joseph présent dans son diocèse en un institut indépendant, érigé canoniquement le 5 novembre 1936. L'institut reçoit le décret de louange le 2 février 1961. 
Le 20 septembre 1966, elles forment la fédération des sœurs de Saint-Joseph du Canada avec cinq autres congrégations canadiennes (Hamilton, London, Pembroke, Peterborough et Toronto) qui ont pour point commun d'avoir été fondées dans l'Ontario, d'être dédiées à saint Joseph, avec pour origine les sœurs de Saint Joseph fondées au Puy-en-Velay en 1650 par Jean-Pierre Médaille. Le 22 novembre 2012, quatre de ces six congrégations canadiennes (Hamilton, London, Pembroke et Peterborough) fusionnent pour devenir les sœurs de Saint Joseph du Canada. La fédération canadienne des sœurs de Saint Joseph se compose alors de Sault-Sainte-Marie, des sœurs de Saint Joseph du Canada et des sœurs de Saint Joseph de Toronto.

## Activités et diffusion
Les sœurs se consacrent à l'enseignement et au soin des malades.
La maison-mère est à North Bay.
En 2017, la congrégation comptait 101 sœurs dans 9 maisons.